# Нефритовий імператор
Нефритовий імператор (玉皇, Юй-хуан, або 玉帝, Юй-ді) — верховне божество даоського пантеону, антропоморфне втілення моралі та її захисник. Він керує космосом з палацу на найвищому рівні неба разом зі своєю великою родиною та оточенням міністрів і чиновників.

## Образ і функції
Постає в образі безстороннього мудреця, який править небом та справами людей. В іконографії Юй-ді зазвичай сидить на троні в мантії, розшитій фігурами драконів, з нефритовою табличкою в руках. В нього довгі вуса, борода й зачіска, одягнений він у розшитий халат, на голові носить капелюх з перловими китицями. Його небесне царство дещо нагадує Піднебесну імперію з її складними інститутами та численним чиновництвом.
Вважається, що Нефритовий імператор був учнем Юаньші Тяньзуна — творця Неба та Землі, від якого він успадкував управління всесвітом. У своєму палаці, розташованому на небі, Нефритовий імператор живе з Нефритовою імператрицею Тяньшан Шенгму або Мадзу та великою родиною. До видатних родичів належить його племінник Ян Шень, Ерлан Шень, чий Небесний собака — Тянгоу проганяє злих духів. Одна з його наложниць — богиня Кінська Голова, покровителька шовківництва. Одна з дочок — Ші Цюнін, богиня, котра віщує жінкам хто буде їхнім нареченим. Браму палацу охороняє Ліньцюань, стоячи перед нею з важким посохом. Він також виконує доручення Нефритового імператора, коли треба покарати несправедливість.
У палаці працює великий штат міністрів, чиновників та менших богів, подібно до бюрократії китайської держави. Він включає безсмертних (тянсян), консулів (лінгуан), слуг «золотих юнаків» (джінтон) і «нефритових дів» (юню), трьох чиновників (сангуан) Неба, Землі та Води, Семеро глав (кіюан), які керують сімома зорями сузір'я Великого Ковша, Четверо святих (сішен), божества сузір'їв, вітру, дощу, грому, пагорбів, струмків і всього іншого, що є на землі чи під землею.
Усі придворні повинні звітуватися перед Нефритовим імператором у визначений день року, часто на Новий рік. За успіхи вони винагороджуються, як правило, підвищенням по службі та удачею на наступний рік. Проступки відповідно караються зниженням небесного рангу.
Перша письмова згадка Юй-ді міститься в енциклопедії «Ушан біяо» (无上秘要), укладеній в часи Північної Чжоу (557—581 рік). Імператор Шеньцзун запровадив державний культ цього бога після того, як заявив, що бачив його у видінні вночі 1007 року.

## Нефрит
Титулатура «Нефритовий імператор» пов'язана з сакральним ставленням до нефриту китайській культурі. Ще в період неоліту люди вірили, що нефрит уможливлює спілкування людини з богами, тож цей камінь відігравав роль посередника між земним та небесним світом. В дуалізмі їнь-ян нефрит символізував чоловіче начало ян та життєву силу. З нефритом асоціювалися уявлення про чистоту, красу та велич. Назва «нефритовий імператор» позначена впливом конфуціанства, у якому культ нефриту втілився у своєрідній «нефритовій етиці». Її висловлює сентенція: «Шляхетна людина порівнює свої чесноти з нефритом» (君子於玉比德焉). З цієї етики пізніше постала система нефритового церемоніалу, який здебільшого викладено у «Книзі обрядів» (Лі цзі 禮記), гл. Юй цзао.

## Церемоніал

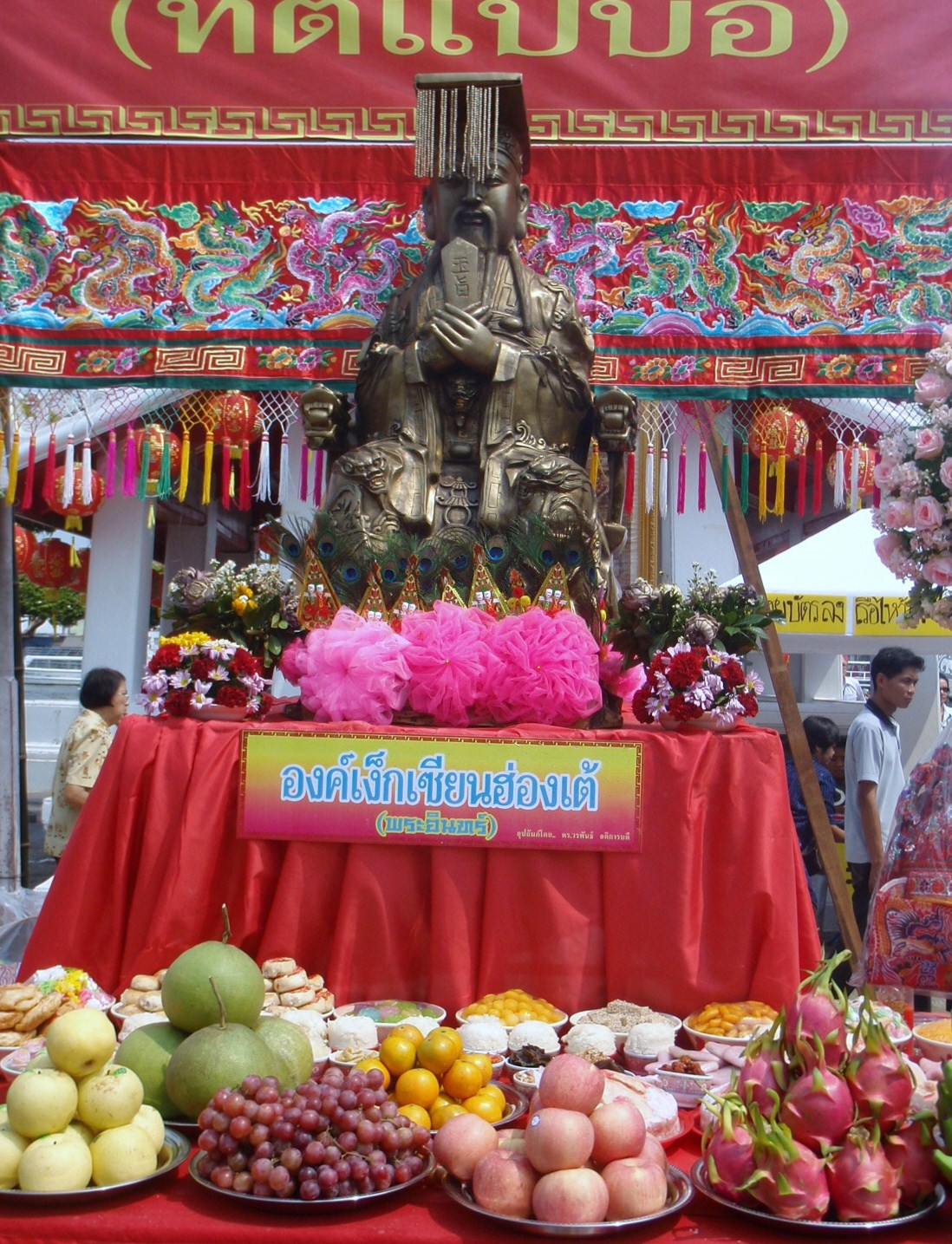
Підношення перед скульптурою Нефритового імператора в Таїланді

За повір'ям, перед китайським Новим роком Нефритовий імператор посилає Кухонного бога Цао Цзюня до дому всіх людей, аби дізнатися як вони поводилися. Згідно зі звітом Цао Цзюня, він призначає господарям винагороду чи покарання.
Під час китайського новорічного фестивалю на честь Нефритового імператора й Цзао Цзюня запалюючи пахощі та лишають страви. Хоча сам імператор вегетаріанець, вважається, що м’ясні страви згодяться його почту. На Новий рік спалюються ритуальні гроші з портретом Нефритового імператора.